# Diostea
Diostea, monotipski biljni rod iz porodice sporiševki smješšten u tribus Verbeneae. Jedini predstavnik mu je južnoamerički  grm D. juncea iz Argentine i Čilea.

## Opis
Tanak, visok, listopadni grm tankog, uspravnog habitusa, ilui malo stablo visoko 4,5 do 6 m. (15 do 20 stopa); Listovi nasuprotni, bez peteljke, jajasto-duguljasti, trokutasto nazubljeni, debeli. Cvjetovi blijedolila boje, nastaju tijekom lipnja, skupljeni na klasove duge oko 2,5 cm. (1 inča). Vjenčić 1⁄3 in. dugačak, cjevast, sužen prema bazi, s pet malih zaobljenih režnjeva. Čaška cilindrična, spuštena.

## Sinonimi
- Baillonia juncea (Gillies & Hook.) Benth. & Hook.f. ex B.D.Jacks.; Index Kew. 1: 264 (1893)
- Citharexylum germainii Briq.; Bull. Herb. Boissier 4: 343 (1896)
- Diostea chamaedryfolia Hook.f.; Bot. Mag. 126: t. 7695 (1900)
- Diostea infuscata Miers; Trans. Linn. Soc. London 27: 107 (1870)
- Diostea recurvata Ravenna; Onira 10(12): 37 (2005)
- Diostea valdiviana (Phil.) Miers; Trans. Linn. Soc. London 27: 107 (1870)
- Dipyrena dentata Phil.; Linnaea 29: 22 (1857 publ. 1858)
- Dipyrena infuscata (Miers) Ravenna; Onira 11(15): 43 (2008)
- Dipyrena juncea (Gillies & Hook.) Ravenna; Onira 11(15): 44 (2008)
- Dipyrena recurvata (Ravenna) Ravenna; Onira 11(15): 44 (2008)
- Dipyrena valdiviana Phil.; Linnaea 29: 21 (1857 publ. 1858)
- Lippia juncea (Gillies & Hook.) Schauer; DC. Prodr. 11: 573 (1847)
- Verbena juncea Gillies & Hook.; Hook. Bot. Misc. 1: 162 (1830)